# Thiti Thumporn
Thiti Thumporn (thailändisch ธิติ ทุมพร, * 27. April 1999 in Surin), auch als Knot bekannt, ist ein thailändischer Fußballspieler.

## Karriere
Thiti Thumporn erlernte das Fußballspielen in der Jugendmannschaft des damaligen Erstligisten Super Power Samut Prakan FC. Seinen ersten Vertrag unterschrieb er im Januar 2018 beim Pattaya United FC. Die erste Mannschaft spielte in der ersten Liga, die zweite Mannschaft trat in der vierten Liga an. Thumporn wurde in der U23-Mannschaft, die in der Eastern Region spielte, eingesetzt. In der ersten Mannschaft kam er nicht zum Einsatz. Nach einem Jahr wechselte er zum Drittligisten Royal Thai Army FC. Mit dem Klub aus der Hauptstadt Bangkok spielte er in der Lower-Region der Liga. Nach einem halben Jahr wechselte er zum Zweitligisten Army United. Für die Army bestritt er ein Zweitligaspiel. Zu Beginn der Saison 2020/21 unterschrieb er einen Vertrag beim Khon Kaen FC. Der Verein aus Khon Kaen, einer Stadt in der Provinz Khon Kaen in der Nordostregion von Thailand, dem Isan, spielte in der zweiten Liga. Sein Zweitligadebüt gab er am ersten Spieltag (15. Februar 2020) im Auswärtsspiel gegen den MOF Customs United FC. Hier stand er in der Anfangsformation und spielte die kompletten 90 Minuten. Nach der Saison 2020/21 verließ er Khon Kaen. In Nakhon Ratchasima unterschrieb er im April 2021 einen Vertrag beim Erstligisten Nakhon Ratchasima FC. Für Korat bestritt er 28 Erstligaspiele. Im Juni 2022 wurde sein Vertrag nicht verlängert. Im gleichen Monat unterschrieb er einen Vertrag beim Erstligaaufsteiger Lamphun Warriors FC. In der Hinrunde 2022/23 kam er 13-mal für den Verein aus Lamphun zum Einsatz. Nach der Hinrunde wechselte er im Januar 2023 zum ebenfalls in der ersten Liga spieltenden Port FC. Für den Hauptstadtverein bestritt er vier Ligaspiele. Im Juli 2025 wechselte er zum ebenfalls in der ersten Liga spielenden Sukhothai FC.